# Trofeo Giuseppe Garibaldi
El Trofeo Giuseppe Garibaldi es un trofeo de rugby entregado al vencedor del partido que anualmente enfrenta, dentro del Torneo de las Seis Naciones, a los equipos de Francia e Italia.

## Origen
En colaboración con el comité internacional del bicentenario Jousé Garibaldi, y bajo el auspicio del Comité del Torneo de las Seis Naciones, las federaciones de rugby francesa e italiana decidieron crear este trofeo, en 2007, en conmemoración del bicentenario del nacimiento del revolucionario Giuseppe Garibaldi. A su vez se trataba con ello dar algo de relevancia al encuentro anual entre las dos selecciones, imitando así otros trofeos de rugby internacional como la Calcutta Cup (Inglaterra y Escocia) o la Bledisloe Cup (Nueva Zelanda y Australia).
La IRB, actual World Rugby, aprobó la constitución de este trofeo en diciembre de 2006.

### Giuseppe Garibaldi
Giuseppe Garibaldi fue un revolucionario italiano nacido en 1807 en Niza. Se le reconoce como el padre de la Italia moderna. También fue general en el ejército francés durante la guerra franco-prusiana de 1870.

## Diseño
El trofeo ha sido realizado por el antiguo capitán del quince francés, actualmente escultor profesional, Jean-Pierre Rives. Fue presentado el 2 de febrero de 2007 durante una ceremonia celebrada en la embajada de Francia en Roma, el Palazzo Farnese. Fue entregado por primera vez el 3 de febrero de 2007 en el Stadio Flaminio de Roma después de la victoria de Francia contra Italia por 39 a 3, al capitán francés Raphaël Ibáñez.

## Reglamento de atribución
El vencedor del partido se atribuye el trofeo y lo conserva hasta el siguiente enfrentamiento, al año siguiente.
En caso de empate se le otorga al equipo que:
1. consiga más ensayos;
2. marque más conversiones;
3. marque más penales.

Si aun así los equipos continúan empatados, el trofeo se le otorga a ambos equipos, debiéndolo guardar cada uno durante seis meses.

## Los padrinos
El antiguo jugador internacional italiano Diego Domínguez, quien jugó en Francia en el Stade Français, y el antiguo internacional francés Jean-François Tordo, oriundo de Niza, fueron los encargados de entregar el trofeo por primera vez.

## Enfrentamientos
| Año  | Vencedor | Local   | Resultado | Visitante | Fecha         | Estadio                                  |
| ---- | -------- | ------- | --------- | --------- | ------------- | ---------------------------------------- |
| 2007 | Francia  | Italia  | 3 - 39    | Francia   | 3 de febrero  | Stadio Flaminio, Roma                    |
| 2008 | Francia  | Francia | 25 - 13   | Italia    | 9 de marzo    | Stade de France, Saint-Denis             |
| 2009 | Francia  | Italia  | 8 - 50    | Francia   | 21 de marzo   | Stadio Flaminio, Roma                    |
| 2010 | Francia  | Francia | 46 - 20   | Italia    | 14 de marzo   | Stade de France, Saint-Denis             |
| 2011 | Italia   | Italia  | 22 - 21   | Francia   | 12 de marzo   | Stadio Flaminio, Roma                    |
| 2012 | Francia  | Francia | 30 - 12   | Italia    | 4 de febrero  | Stade de France, Saint-Denis             |
| 2013 | Italia   | Italia  | 23 - 18   | Francia   | 3 de febrero  | Stadio Olimpico, Roma                    |
| 2014 | Francia  | Francia | 30 - 10   | Italia    | 9 de febrero  | Stade de France, Saint-Denis             |
| 2015 | Francia  | Italia  | 0 - 29    | Francia   | 15 de marzo   | Stadio Olimpico, Roma                    |
| 2016 | Francia  | Francia | 23 - 21   | Italia    | 6 de febrero  | Stade de France, Saint-Denis             |
| 2017 | Francia  | Italia  | 18 - 40   | Francia   | 11 de marzo   | Stadio Olimpico, Roma                    |
| 2018 | Francia  | Francia | 34 - 17   | Italia    | 23 de febrero | Stade Vélodrome, Marsella                |
| 2019 | Francia  | Italia  | 14 - 25   | Francia   | 16 de marzo   | Stadio Olimpico, Roma                    |
| 2020 | Francia  | Francia | 35 - 22   | Italia    | 9 de febrero  | Stade de France, Saint-Denis             |
| 2021 | Francia  | Italia  | 10 - 50   | Francia   | 6 de febrero  | Stadio Olimpico, Roma                    |
| 2022 | Francia  | Francia | 37 - 10   | Italia    | 6 de febrero  | Stade de France, Saint-Denis             |
| 2023 | Francia  | Italia  | 24 - 29   | Francia   | 5 de febrero  | Stadio Olimpico, Roma                    |
| 2024 | Empate   | Francia | 13 - 13   | Italia    | 25 de febrero | Estadio Pierre-Mauroy, Villeneuve-d'Ascq |
| 2025 | Francia  | Italia  | 24 - 73   | Francia   | 23 de febrero | Stadio Olimpico, Roma                    |

## Palmarés
| Francia | 16 Trofeos |
| Italia  | 2 Trofeos  |

Nota: El trofeo 2025 es el último torneo considerado